# Гриндал, Эдмунд
Эдмунд Гриндал (англ. Edmund Grindal; Камберленд, 1516, 1517 или 1519—1583) — 72-й архиепископ Кентерберийский (1575—1583).

## Биография

### Ранние годы
Родился в прибрежном селении Сейнт-Биз (графство Камберленд), где находился бенедиктинский монастырь, впоследствии преобразованный самим Гриндалом в грамматическую школу, существующую поныне.
Сведения о начальном образовании Гриндала не сохранились, позднее он поступил в Кембриджский университет и учился сначала в Бакингем-Колледже (ныне это Магдален-Колледж) и Колледже Христа, в конце 1530-х годов перевёлся в Пемброк-колледж. В 1538 году получил степень бакалавра искусств, в 1540 году — магистра искусств, в 1549 — бакалавра теологии; в том же году стал президентом Пемброка, в то время как мастером колледжа являлся епископ Рочестерский Николас Ридли. Гораздо позднее, в 1559 году, Пемброк избрал Гриндала почётным мастером, а в 1564 году Кембриджский университет присвоил ему степень доктора теологии (DTh).

### Участие в Эдвардианской реформации
В 1544 году Гриндал был рукоположён во диакона, но записей о рукоположении в священника, которое по традиции должно было последовать в достаточно скором времени, не обнаружено. Колледж Пемброк стал местом сосредоточения протестантских мыслителей и реформаторов, большое внимание на Гриндала оказал Мартин Буцер, преподававший в Кембридже. Посвящение Гриндала состоялось при поддержке его покровителя, протестантского епископа Николаса Ридли.
В 1550 году Ридли стал епископом Лондонским и сплотил вокруг себя близких приверженцев, в число которых вошёл и Гриндал. В 1551 году он стал прецентором собора Святого Павла. Примерно в то же время он стал одним из шести «придворных капелланов», поочерёдно проводя службы при дворе и в различных приходах; он также получил в пребенду Вестминстерское аббатство. В 1552 году Гриндал участвовал в выработке «сорока двух статей англиканского вероучения» (см. Forty-Two Articles). В 1553 году, когда уже обсуждалась возможность епископского посвящения Гриндала, умер король Эдуард VI и, после короткого эпизода, связанного с попыткой возведения на престол леди Джейн Грей, власть оказалась в руках католички — королевы Марии, прекратившей реформаторские меры своих предшественников.

### Эмиграция
Начавшиеся репрессии против англикан не затронули напрямую Гриндала, но в 1554 году он оставил должности прецентора собора Святого Павла и пребендария Вестминстерского аббатства и отправился в Страсбург, где и пробыл большую часть четырёх лет эмиграции. Известно, что некоторое время он посвятил изучению голландского языка и впоследствии сохранял особый интерес к германской теологии и политике. В Страсбурге Гриндал сблизился с итальянским богословом Пьетро Вермильи, но не последовал за ним в Цюрих в поисках большей свободы теологической мысли.
В тот период во Франкфурте сложилось альтернативное страсбургскому сообщество протестантских эмигрантов, предлагавших отказаться от английского пути Реформации в пользу учений, распространявшихся в Европе. Гриндал отправился во Франкфурт с намерением найти компромисс в переговорах с Джоном Ноксом, но не добился успеха. Впоследствии Нокс со своими последователями переехал в Женеву, став в конечном итоге одним из основателей пресвитерианской церкви в Шотландии.
Гриндал был знаком с Джоном Фоксом и, благодаря связям с англиканским подпольем, предоставил ему важный материал для труда по истории преследования протестантов в правление королевы Марии «Книга мучеников», в частности последние записи и протоколы процессов Ридли и Кранмера. Первая версия книги Rerum in ecclesia gestarum была опубликована в Базеле в августе 1559 года как труд исключительно самого Фокса. Это известие уже не застало Гриндала в эмиграции — он отправился в Англию при первом известии о смерти королевы Марии и прибыл в Лондон в день коронации королевы Елизаветы, 15 января 1559 года.

### Участие в Елизаветинской Реформации
14 мая 1559 года вступил в силу парламентский Акт о единообразии, и Гриндалу было поручено публично провозгласить официальный возврат к англиканской «Книге короля Эдварда». 21 декабря 1559 года, после вынужденного ухода в отставку епископа Лондонского Эдмунда Боннера, вошедшего в историю под прозвищем «Кровавый Боннер» из-за своего участия в преследовании протестантов, Гриндал занял освободившуюся кафедру. Контроль над недвижимым имуществом епархии Гриндал смог установить только в марте 1560 года, выдержав противостояние с Уильямом Сесилом, стремившимся ограничить церковные доходы. Летом 1559 года Гриндал вместе с Мэттью Паркером вошёл с Церковную комиссию (Ecclesiastical commission), призванную осуществлять руководство вопросами церкви. Важной частью Елизаветинской религиозной политики было положение об уничтожении «символов суеверия», к каковым многие протестанты относили кресты и алтари, хотя сама королева сохранила крест в домовой часовне. Гриндал сумел отстоять неприкосновенность храмов Лондонской епархии, обратившись к авторитету Кранмера, Ридли и других мучеников. Сложнейшими проблемами для Гриндала на епископской кафедре стал недостаток священнослужителей и общий кризис церкви, осложнённый пожаром 1561 года в соборе Святого Павла и эпидемией чумы 1563 года. Кроме того, благодаря политике Эдуарда VI, в Лондоне собралось довольно много французских, голландских и итальянских беженцев-протестантов, принадлежавших к разным вероучениям и пользовавшихся некоторой автономией, что представляло определённую опасность для утверждения в стране англиканства. Суперентендант этих «чужих церквей» (stranger churches) поляк Ян Лаский обладал почти епископскими полномочиями, но в правление Елизаветы его обязанности перешли в ведение Лондонского епископа. С 1566 года епископ также активно участвовал в богословских дискуссиях с последователями пуританских идей, которые не мог принять в полном объёме, особенно в отношении радикальных представителей нового учения, угрожавших расколом церкви.
9 июня 1570 года Гриндал стал архиепископом Йоркским. Обряд интронизации в Йоркском соборе был осуществлён заочно, с участием представителя нового архиепископа, сам он смог прибыть к месту своего служения только в марте 1571 года. Основную сложность в архиепархии представляли католики, а не пуритане, и главной задачей Гриндала стало утверждение англиканской церкви. Он возглавил и активно участвовал в работе Йоркской церковной комиссии (York ecclesiastical commission), которая включала как церковных деятелей, так и мирских участников, и обладала правом наказания и тюремного заключения, которым широко пользовалась ещё до введения в регионе уголовного законодательства, наделившего аналогичными правами в отношении католиков суды общей юрисдикции. Проблема нехватки англиканских священников решалась посредством перевода их из южных приходов.

### Архиепископ Кентерберийский
В декабре 1575 года королева Елизавета подписала разрешение выбрать Гриндала на Кентерберийскую архиепископскую кафедру, и в 1576 году состоялась интронизация (вновь, ввиду болезни Гриндала, с участием его представителя). С приходом нового архиепископа связывались надежды на принятие мер для преодоления таких проблем английской церкви, как низкий уровень церковной дисциплины и образования священнослужителей. Гриндал возглавил комитет из светских и духовных лордов, стремившийся провести через парламент законодательство об ужесточении наказаний для католиков, упорствующих в своей вере, но безуспешно. Гриндал также сотрудничал с Тайным советом, рассчитывая добиться радикальной реформы архиепископского трибунала, долженствовавшего дисциплинировать священнослужителей.
Летом 1576 года получил развитие серьёзный конфликт Гриндала с королевой, вызванный нежеланием архиепископа принять строгие меры против деятельности проповедников, зачастую поддерживаемой епископами, которую Елизавета считала недопустимой. Гриндал не согласился с вмешательством светской власти в его компетенцию и в декабре 1576 года написал королеве письмо, в котором обосновывал свою позицию ссылками на поучения святого Амвросия императору Феодосию Великому и даже заявлял о готовности уйти в отставку. 7 мая 1577 года Елизавета обратилась со своими требованиями напрямую к епископам, Гриндал был фактически отстранён от должности и содержался в Ламбетской резиденции. Спустя некоторое время Гриндалу разрешили переехать в кройдонское имение, но в ноябре 1577 года его вызвали в Звёздную палату и потребовали выполнить указания королевы или признать своё удаление с кафедры. Процесс продолжался без какого-либо результата до самой смерти Гриндала 6 июля 1583 года в Кройдоне (ныне — Лондонское боро), где и был похоронен 1 августа.